# Campeonato de Apertura 1950 (Perú)
El Campeonato de Apertura 1950 fue la sexta edición de este torneo donde participaron los cuatro mejores equipos del Campeonato Peruano de Fútbol de 1949. El campeón fue Alianza Lima. La organización correspondía a la Asociación No Amateur (ANA), antigua denominación de la actual Asociación Deportiva de Fútbol Profesional (ADFP).

## Formato
El torneo se jugó en un sistema de todos contra todos a una sola rueda y se otorgaba dos puntos por partido ganado, un punto por partido empatado y ninguno por partido perdido. El campeón sería el que más puntos acumule, en caso de igualdad de puntos se jugaba un partido de desempate por el título.

## Equipos participantes
| Club                      | Vía de clasificación                                |
| ------------------------- | --------------------------------------------------- |
| Universitario de Deportes | Campeón del Campeonato Peruano de Fútbol de 1949    |
| Sucre FC                  | Subcampeón del Campeonato Peruano de Fútbol de 1949 |
| Alianza Lima              | Tercero del Campeonato Peruano de Fútbol de 1949    |
| Deportivo Municipal       | Sexto del Campeonato Peruano de Fútbol de 1949      |

## Partidos
1ª ronda
| Fecha               | Lugar                    |                           | Resultado |              |
| ------------------- | ------------------------ | ------------------------- | --------- | ------------ |
| 18 de junio de 1950 | Antiguo Estadio Nacional | Universitario de Deportes | 1-0       | Alianza Lima |
| 18 de junio de 1950 | Antiguo Estadio Nacional | Deportivo Municipal       | 3-2       | Sucre FC     |

 2ª ronda
| Fecha               | Lugar                    |                           | Resultado |              |
| ------------------- | ------------------------ | ------------------------- | --------- | ------------ |
| 25 de junio de 1950 | Antiguo Estadio Nacional | Universitario de Deportes | 1-1       | Sucre FC     |
| 25 de junio de 1950 | Antiguo Estadio Nacional | Deportivo Municipal       | 1-3       | Alianza Lima |

 3ª ronda
| Fecha               | Lugar                    |                           | Resultado |                     |
| ------------------- | ------------------------ | ------------------------- | --------- | ------------------- |
| 29 de junio de 1950 | Antiguo Estadio Nacional | Universitario de Deportes | 1-4       | Deportivo Municipal |
| 29 de junio de 1950 | Antiguo Estadio Nacional | Sucre FC                  | 0-3       | Alianza Lima        |

## Tabla de posiciones
| Pos. | Equipo                    | PJ | PG | PE | PP | GF | GC | Dif. | Puntos |
| ---- | ------------------------- | -- | -- | -- | -- | -- | -- | ---- | ------ |
| 1°   | Alianza Lima              | 3  | 2  | 0  | 1  | 6  | 2  | +4   | 4      |
| 2°   | Deportivo Municipal       | 3  | 2  | 0  | 1  | 8  | 6  | +2   | 4      |
| 3°   | Universitario de Deportes | 3  | 1  | 1  | 1  | 3  | 5  | -2   | 3      |
| 4°   | Sucre FC                  | 3  | 0  | 1  | 2  | 2  | 4  | -2   | 1      |

## Final de desempate
|  | Deportivo Municipal | 2:3     | Alianza Lima | Estadio Nacional, Lima |  |
|  |                     | Reporte |              |                        |  |

|                                |
| Campeón Campeonato de Apertura |
| Alianza Lima 3er título        |